# أبو دقيق البقول السماوي اللامع
أبو دقيق البقول السماوي اللامع أو سماوي لامع (الاسم العلمي: Lampides kankena)، نوع من الفراشات الصغيرة التي تتبع جنس أبو دقيق البقول وفصيلة النحاسية. موطنها الهند.